# محمد چهارم شروانشاه
محمد چهارم شروانشاه نهمین شاه شروان و پنجمین شاه لاهیج بود. او ده سال حکومت کرد و تلاش نمود تا قلمروی خود را گسترش دهد.